# 崔融 (北魏)
崔融，字脩业，博陵郡安平县（今河北省衡水市安平县）人，出自博陵崔氏的博陵第三房，北魏官员，崔懿的玄孙，崔天护的儿子，崔纂的弟弟。
崔融开始担任奉朝请。尚书令高肇攻打巴蜀，以崔融为统军。军还，担任员外散骑侍郎。魏孝明帝正光年间，担任定州别驾。鲜于脩礼作乱，中山太守赵叔隆、别驾崔融讨伐失利。四十二岁去世。其子崔鸿翻，官至郡功曹；崔凤举。